# Екатерина Тарасенко
Екатерина Николаевна Тарасенко (на украински: Катерина Миколаївна Тарасенко; по съпруг – Футрик; 6 август 1987 г. в Днепропетровск, Украинска ССР) е украинска гребкиня, европейска шампионка, медалистка от световно първенство, олимпийска шампионка, заслужил майстор на спорта на Украйна.

## Спортна кариера
Член на украинския олимпийски отбор на XXIX олимпийски игри 2008 в Пекин. Във финалната „B“ гонка на двойки сред жените на дистанция 2 км, печели първо място заедно с Яна Дементиева (07:17.82). В общото класиране заемат седмо място.
Участва в украинския олимпийски отбор на ХХХ олимпиада 2012 г. в Лондон. Като част от четворката (Анастасия Коженкова, Яна Дементиева, Екатерина Тарасенко и Наталия Довгодко) тя става олимпийска шампионка. Отборът е подготвян от треньора Владимир Морозов.
Трикратна европейска шампионка: през 2008 г. на двойки с Яна Дементиева, през 2010 г. на четворка (Екатерина Тарасенко, Елена Буряк, Анастасия Коженкова и Яна Дементиева) и през 2011 г. (Светлана Спирюхова, Татяна Колесникова, Наталия Губа, Екатерина Тарасенко). Сребърна медалистка от Световното първенство през 2010 г. на четворка (Екатерина Тарасенко, Елена Буряк, Анастасия Коженкова, Яна Дементиева). Бронзова медалистка от Европейското първенство през 2008 г. осморка.
Световна шампионка за младежи под 23-годишна възраст през 2009 г.
Печели три етапа на Световната купа и става нейна притежателка през сезон 2012.
Европейска шампионка през 2012 г. като част от четворката (Екатерина Тарасенко, Наталия Довгодко, Олга Гурковска и Яна Дементиева).

## Награди
- Орден „За заслуги“, III степен

## Семейство
Съпруг – гребецът Иван Футрик. През септември 2013 г. тя ражда син и дъщеря.